# Raschala
Raschala ist ein Stadtteil in Niederösterreich und eine Ortschaft sowie Katastralgemeinde der Stadtgemeinde Hollabrunn im gleichnamigen Bezirk Hollabrunn. Der Name leitet sich von loh, laa (Wald) und Rasco, zusammengefasst „Wald des Rasco“ her.

## Geographie
Das Dorf liegt südwestlich der Stadt Hollabrunn am Rand des Ernstbrunner Waldes.
Nachbarorte von Raschala in der Stadtgemeinde Hollabrunn sind Hollabrunn und Sonnberg.
| Hollabrunn            | Magersdorf                                  |                         |
| Sonnberg, Dietersdorf | Kompassrose, die auf Nachbargemeinden zeigt | Porrau                  |
|                       | Breitenwaida                                | Bergau, Großstelzendorf |

## Geschichte
Gegen Ende des 13. Jahrhunderts hatte ein erloschener Zweig der Herren von Sonnberg in Raschala seinen Herrschaftssitz. Der erste urkundlich bekannte Sonnberger zu Raschala ist Hadmar IV, als Besitzer des Ortes. 1381 verpfändete Hadmar VI seinem Schwiegersohn Gundacker von Tannberg Zehente um 400 Pfund. Nach dem Tod Hadmar VI gelangte sein Besitz Raschala und Hollabrunn an seinen Vetter Hans II von Sonnberg, dessen Erben den Besitz im Jahr 1394 an Hans von Maissau verkauften.
In seiner weiteren Geschichte ist Raschala mit dem Herrschaftsbesitzern von Sonnberg verbunden, die den 1394 ausgestorbenen Sonnbergern folgten. Nach den Mazeber aus Judenau und den Gilleis, ab dem Jahr 1662 die Dietrichstein, von denen 1864 Raschala an die Herrschaft Schönborn gelangte. Diese Herrschaft umfasste Sonnberg, Raschala, Dietersdorf, Breitenwaida, Großstelzendorf, Magersdorf, Wieselsfeld und Suttenbrunn. Der Ort hat einen sogenannten Hausberg, der im Jahr 1544 noch eine Kapelle trug. An der Stelle des jetzigen Jägerhauses befand sich ein Schloß, das vermutlich 1744 abgetragen wurde. Das Wappen des Grafen Leopold v. Dietrichstein 1766 an einem Keller erinnert daran. Im Jahr 1753 ist die Burgkapelle verschwunden.
Eine Dorflinde wurde im Jahr 1649 in Erinnerung an den westfälischen Frieden gepflanzt.
Am 1. Jänner 1969 wurde Raschala in die Stadtgemeinde Hollabrunn eingemeindet.

## Politik

### Bürgermeister der ehemaligen Gemeinde Raschala
- 1950–1968 Josef Frank

### Ortsvorsteher der Katastralgemeinde Raschala
- 1969–1970 Josef Frank
- 1970–1984 Alois Edinger
- 1984–1993 Gerhard Schmid
- 1993–2015 Franz Satzinger
- seit 2015 Helmuth Semmelmeyer

## Sehenswertes
- Ortskapelle Raschala

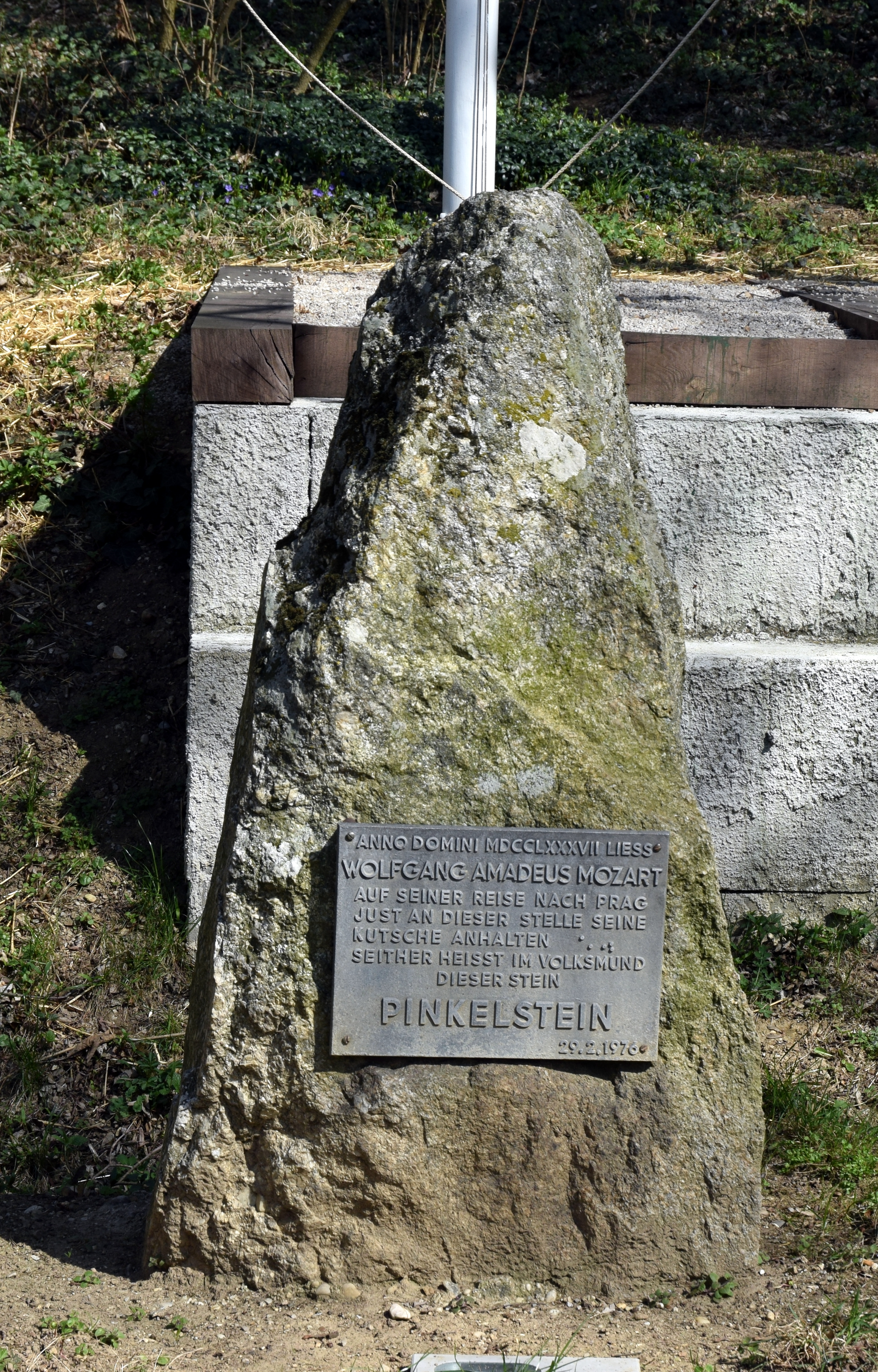
Der Mozart-Pinkelstein in Raschala

- Kellergasse: Eine Sehenswürdigkeit von Raschala ist die Kellergasse, die typisch für das Weinviertel ist. Beim „Kellerplatzl“ steht auch der „Pinkelstein“, bei dem, der Legende nach, Wolfgang Amadeus Mozart auf einer Reise nach Prag haltgemacht haben soll, um ein Geschäft zu verrichten. Seine Aussage, dass er „rasch ala (allein)“ sein wolle, ist auch eine humoristische Erklärung für den Ortsnamen (In Wirklichkeit handelt es sich bei dem Stein um einen Faschingsscherz aus dem Jahr 1976).

Vom Glockenberg hat man eine weite Aussicht auf Raschala und Hollabrunn.

## Veranstaltungen
Neben dem alle Schaltjahre am Faschingssonntag stattfindenden „Pinkelsteinfest“, finden in Raschala drei regelmäßige jährliche Veranstaltungen statt, die zahlreiche Besucher anziehen:
- Ende Mai oder Anfang Juni das „Maifest am Gänsplatzl“
- Ende Juni oder Anfang Juli das „Ringelrein am Pinkelstein“
- am 1. Advent der „Adventmarkt“, ein überregionaler Kunstmarkt

2011 fand das Maifest statt an nur einem Tag über drei Tage statt. Am Freitag wurde am Abend eine Weinverkostung gehalten, am Samstag fand das gewöhnliche Programm mit dem Fällen des Baumes und Tanzmusik statt und am Sonntag wurde bis am Nachmittag noch warmes Essen und Getränke bei Marschmusik ausgegeben.

## Einrichtungen
Raschala verfügt über einen Heurigen (Buschenschank Satzinger), ein Dorfhaus, welches am zentralliegenden Gänsplatzl steht, ein Jugendheim (Chamber), welches im ehemaligen Feuerwehrhaus der Freiwilligen Feuerwehr Raschala eingerichtet ist, sowie über eine Kapelle. Dieses ehemalige Feuerwehrhaus wurde im Jahr 2009 renoviert und ein mietbarer Veranstaltungsraum wurde eingerichtet. In diesem fand auch die Ausstellung „801 Jahre Raschala“ statt.
Die beiden Dorfvereine in Raschala, die Raschalaer Köllamauna („Kellermänner“) und der Dorferneuerungsverein (DoERN), sind wichtiger Bestandteil bei der Organisation der Veranstaltungen sowie der Neugestaltung des Ortes.

## Dorfbote
Raschala hat seit 2000 auch ein eigenes Dorfblatt, das vierteljährlich veröffentlicht wird.
Der Dorfbote ist ein einmal gefaltetes A4-Blatt (4 bedruckte A5 Seiten), in dem lokale Neuigkeiten über die Ortschaft vermerkt sind. Meist wird über vergangene Feste berichtet und anstehende werden angekündigt.
Herausgeber ist der Dorferneuerungsverein (DoERN), Redakteur ist Curd Ebner (eigentlich Konrad Ebner; bzw. Kurt Ebner oder Curt Ebner), der auch beinahe alle Fotos für den Dorfboten macht. Dies hat ihm unter den Dorfbewohnern auch den scherzhaften Titel „Raschalaer Paparazzi“ eingebracht.